# Superior Spider-Man Team-Up
Superior Spider-Man Team-Up («Команда Превосходного Человека-Паука; дословно Превосходный Человек-паук, объединение») — серия комиксов о супергерое Человеке-пауке, которая издаётся Marvel Comics с июля 2013 года. Сценаристом серии выступает Кристофер Йост, а художники меняются в разных выпусках. Комикс заменил собой серию Avenging Spider-Man и стал частью «развития брэнда Превосходного Человека-паука».

## Формат
По своему формату Superior Spider-Man Team-Up стал своеобразным продолжением Marvel Team-Up и Avenging Spider-Man, так как в каждом выпуске Человек-паук объединяет свои усилия с другими супергероями вселенной Marvel для борьбы с врагами. В серии развиваются сюжетные особенности, заложенные в Avenging Spider-Man, и она выходит в тандеме с основной серией комиксов о Человеке-пауке — The Superior Spider-Man.

## История создания
Серия комиксов была анонсирована в апреле 2013 года в качестве «развития брэнда Превосходного Человека-паука» и замены Avenging Spider-Man, последний 22 выпуск которой вышел в июне 2013 года. Аксель Алонсо, главный редактор Marvel, в интервью сказал, что согласился на выпуск серии уже после того, как услышал само название.